# Marvdasht
Marv Dasht este un oraș din Iran.